# Johanssonia kolaensis
Johanssonia kolaensis is een ringworm uit de familie van de Piscicolidae. De wetenschappelijke naam van de soort is voor het eerst geldig gepubliceerd in 1914 door Selensky.